# Gurh
Gurh là một thị xã và là một nagar panchayat của quận Rewa thuộc bang Madhya Pradesh, Ấn Độ.

## Địa lý
Gurh có vị trí 24°31′B 81°31′Đ / 24,52°B 81,52°Đ Nó có độ cao trung bình là 305 mét (1000 feet).

## Nhân khẩu
Theo điều tra dân số năm 2001 của Ấn Độ, Gurh có dân số 12.445 người. Phái nam chiếm 52% tổng số dân và phái nữ chiếm 48%. Gurh có tỷ lệ 57% biết đọc biết viết, thấp hơn tỷ lệ trung bình toàn quốc là 59,5%: tỷ lệ cho phái nam là 69%, và tỷ lệ cho phái nữ là 43%. Tại Gurh, 17% dân số nhỏ hơn 6 tuổi.